# Macrargus rufus
Macrargus rufus là một loài nhện trong họ Linyphiidae. Chúng phân bố ở miền Cổ bắc.